# Козаченко Валентин Васильович
Валенти́н Васи́льович Козаче́нко  (нар. 11 червня 1945, Київ) — український режисер, директор Київського муніципального театру опери і балету для дітей та юнацтва. Народний артист України (1998).

## Життєпис
1969 — закінчив Київську консерваторію (клас А. А. Янкевича-Янкелевича).
1972—1979 — працював з перервою музичним режисером, режисером-постановником Палацу культури «Україна».
1979—1986 — режисер-постановник, художній керівник Київського державного мюзик-холу.
1987—1992 — головний режисер Дирекції святкових та фестивальних заходів Київконцерту.
1992 — керівник Дирекції Першого Всесвітнього форуму українців.
1992—1993 — виконавчий директор Благодійного фонду «Українська родина» (Київ).
1993—1998 — художній керівник-директор Київського міського центру мистецтв «Славутич».
1998—2000 — заступник директора Київського музичного театру для дітей та юнацтва.
З 2000 року — художній керівник-директор українського академічного фольклорно-етнографічного ансамблю «Калина» (Київ).
З 2012 року — директор Київського муніципального театру опери і балету для дітей та юнацтва.
Серед його постановок, зокрема — цикл літературно-мистецьких вечорів В. Винниченка, П. Воронька, І. Кавалерідзе, П. Мовчана, Д. Павличка, М. Рильського, В. Стуса, фестивалі «Чумацький Шлях», «Свято української мови», «Музичні діалоги», «Молодь проти війни».
Автор публікацій з мистецтвознавства, зокрема присвячених питанням музики в кіно.

## Родинні зв'язки
Син письменника Василя Козаченка, брат піаністки Аліни Козаченко та математика Юрія Козаченка.

## Визнання
- 1991 — Лауреат 1-го Всесоюзного конкурсу режисерів естради
- 1998 — Народний артист України
- 2005 — Орден «За заслуги» ІІІ ступеня